# 1540 en littérature
| Années de la littérature : 1537 - 1538 - 1539 - 1540 - 1541 - 1542 - 1543    |
| Décennies de la littérature : 1510 - 1520 - 1530 - 1540 - 1550 - 1560 - 1570 |

Cet article présente les faits marquants de l'année 1540 en littérature.

## Événements
- 6 janvier : Ane Pleasant Satyre of the Thrie Estaitis (« L'Agréable Satire des trois États ») du poète écossais David Lyndsay est représentée pour la première fois dans la salle de banquet du palais de Linlithgow, devant le roi Jacques V et la reine Marie[1].
- 16 mai : début du séjour en Basse Alsace de Ronsard et Lazare de Baïf[2].
- 22 juillet : le poète polonais Clément Janicius (Klemens Janicki) obtient son doctorat de philosophie à Padoue et le titre de poète lauréat[3].

- Enbaqom (Habacuc), un marchand musulman converti au christianisme en Éthiopie, où il atteint la dignité d’Etchagué (chef des monastères), rédige l’Anqașa Amin (Porte de la foi), où il justifie sa conversion et combat l’Islam. Il est connu comme traducteur, et traduit en guèze le roman byzantin Barlaam et Josaphat en 1553[4].

## Parutions
- Février-mars : première édition chez Franz Rhode à Gdańsk du Narratio Prima de Joachim Rheticus, introduction au De revolutionibus orbium coelestium de Copernic, publié en 1543[5].
- 10 juillet : Le premier Livre de Amadis de Gaule, première traduction française par Herberay, imprimée à Paris par Denis Janot, Vincent Sertenas et Jehan Longis[6].

## Naissances
- 26 janvier : Florent Chrestien, écrivain français († 1596).

- Antonio de Lofraso, écrivain sarde († 1600).
- Francisco de Andrade, historien et poète portugais († 1614),
- Vers 1540 : Pierre de Bourdeilles, abbé de Brantôme, écrivain français († 1614),

## Décès
- 22 août : Guillaume Budé, humaniste, helléniste et philologue français (° 1468).
- Vers 1540 : Jacques de Mailles, écrivain français, né en 1475.